# Badessania
Badessania is een geslacht van hooiwagens uit de familie Samoidae.
De wetenschappelijke naam Badessania is voor het eerst geldig gepubliceerd door Roewer in 1949. 

## Soorten
Badessania is monotypisch en omvat slechts de volgende soort:
- Badessania metatarsalis